# ナチョ・ビダル
イグナシオ・ジョルダ・ゴンサーレス(Ignacio Jordà González)、別名ナチョ・ビダル（Nacho Vidal, 1973年12月30日 - ）は、スペイン・バルセロナ県出身のポルノ男優・ポルノ監督・プロデューサー・著作家・カメラオペレーター。イグナシオというスペイン語名では一般的なナチョというニックネームを持つ。
スペインでもっとも国際的に知られたポルノ男優のひとりであり、「イタリアの種馬」と称される師尚のロッコ・シフレディと比較して「スペインのシフレディ」と呼ばれることがある。ムスコの大きさ、攻撃的なプレイ、アナルセックスを好む趣向で知られている。1,500本以上の映画に出演しており、さらに数多くの作品の製作や監督も行っている。スペインでは何本かの非ポルノの映画やテレビ番組に出演しており、出演作品にはテレビドラマ『Los Simuladores』、映画『El Alquimista Impaciente』（2002年）、映画『Va a ser que nadie es perfecto』（2006年）、映画『Impávido』（2012年）、などがある。ハビエル・ルイス・カルデラ監督のパロディ映画『最終爆笑計画』（2009年）では本人役で登場している。

## 経歴
1973年、イグナシオ・ジョルダ・ゴンサーレスはバルセロナ県マタローに生まれた。幼いころ、家族とともにゴンサーレス家のルーツであるバレンシアに引っ越した。父親は織物輸入業を営むビジネスマンであり、ゴンサーレス家は裕福だったが、1970年代の石油危機によって父親の企業が破産したため、父親は鬱状態となり、母親が家計を支えた。ビダル自身は14歳で薬物に手を染めるようになったが、家計を助けるために学校を辞めて働きはじめた。ヤングティーンエイジャーの頃にはパンクバンドの一員であり、またボクサーでもあった。メリリャのスペイン部隊に入隊した。1990年代半ばの21歳の時、バルセロナにあるポルノクラブ「バグダッド」で働きはじめ、ガールフレンドのジャスミンとともに観衆の前で性行為の実演パフォーマンスを行った。そこでバルセロナ国際エロティック映画祭のディレクターであるホセ・マリア・ポンセに出会い、ポルノ業界を紹介された。
1998年にはロッコ・シフレディによってハリウッドの業界を紹介された。私生活では異性愛者であると述べているが、何本かのゲイポルノ作品を監督しており、2000年以降に映像制作会社「邪悪な天使」でゲイポルノ作品を扱っている。著作家のダビド・バルバによって、2003年に『Nacho Vidal: Confessions of a Porn Actor』（ナチョ・ビダル: ポルノ俳優の告白）という自伝が出版された。この自伝による収益はHIV財団に寄付されている。
2012年10月16日、中国の犯罪組織のための資金洗浄と脱税への関与が疑われ、ビダルと姉妹のマリーア・ホセ・ジョルダ・ゴンサーレスはバルセロナで逮捕された。スペイン警察は、中国人暴力団に関する資金洗浄や脱税行為を行っていると疑った、マドリードとバルセロナにある100社以上の手入れを行い、ビダルとその姉妹はその際に拘留された約80人の容疑者のうちの2人だった。2012年10月9日、国立裁判所のフェルナンド・アンドレウ判事は「今後3か月もテレビの生放送番組に出演する契約を結んでいるため、ビダルが高飛びする危険性はない」として、保釈金なしでビダルを解放した。2015年2月、8歳、7歳、5歳の子どもを持つビダルはイギリス・ロンドンに移住することを決意した。

## 人物

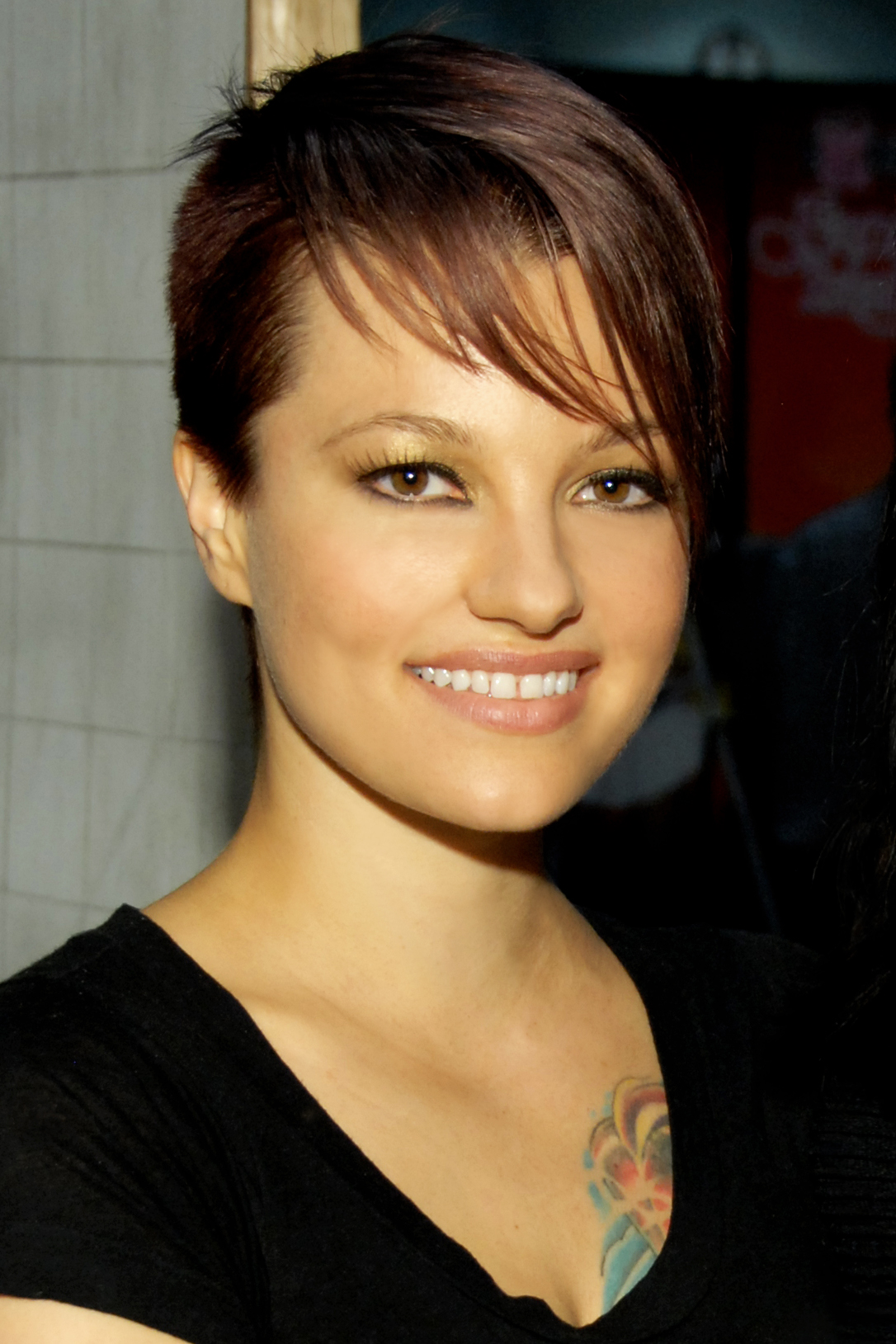
ビダルのイチモツにお墨付きを与えた元カノのベラドンナ

### 陰茎
ビダルは浅黒く申し分ないルックス、ぎらぎらと燃えるようなプレイ方法によって人気ポルノ男優となり、絶頂に達する際の叫び声でも名高い。しかし、特筆すべきは極めて巨大な陰茎（ペニス）であり、特にその胴回りの肉厚さで知られている。彼のペニスは長さ21.5cm（8.5インチ）、周囲16.5cm（6.5インチ）と推定されている。アメリカ合衆国出身のポルノ女優であるベラドンナはインタビューで、（ビダルのペニスは）「今までに一戦を交えた男優の中でもっとも太かった(thickest)」と述べている。なお、ベラドンナは、射精量に定評があるピーター・ノース、レキシントン・スティール、Slap Happyシリーズのブランドン・アイアン、マーク・アシュリー、「イタリアの種馬」ロッコ・シフレディなど、イチモツに定評のある数々の男優と交わっている経験豊かな女優だが、アフリカ系アメリカ人である「スティールのペニスがもっとも大きかった(largest)」と断言している。ビダルはその巨大すぎるペニスのために、適切なサイズのコンドームを見つけられなかったと語っている。

### 女性関係
ポルノ業界に入った頃はジャスミン(Jazmine)と交際していたが、ジャスミンとは1999年中頃までに別れ、その後はベラドンナ、ハードコア作品で知られるメキシコ系アメリカ人のアドリアーナ・セージなどのポルノ女優と恋愛関係にあった。ベネズエラ人のロサ・カストロとの間にひとりの娘を儲けている。2005年5月31日、ビダルはポルノ業界からの引退を発表し、19歳だったコロンビア人（非ポルノ）モデルのフランセスカ・ハイメスとボゴタで結婚式を挙げた。ゴンサーレス家はかつて家庭の財政難から所有していたマンションを手放していたが、ビダルはバレンシア州エンゲラにあるこのマンションを取り戻し、ビダルとハイメスはこのマンションで新生活を始めた。しかし、6週間後にはハイメスと離婚し、引退から数か月後にはポルノ業界への復帰を決めた。なお、ビダルはハイメスにポルノ業界を紹介しており、ハイメスは2006年にポルノ女優デビューし、2011年4月にはペントハウス・ペットに選ばれている。その後、ハイメスとよりを戻して2人の子供を儲け、2014年にはハイメスとスペインの教会で2度目の結婚式を挙げた。

### 性的思想
ビダルは同性愛に対する偏見はないと述べているが、彼自身は個人的に異性愛者であるとしている。
ビダルは「安全で健康的なセックス」を奨励している。フランスやアメリカ合衆国ではスペインに先駆けて、表流通作品でのコンドームなしのセックスが禁じられていたため、ビダルはスペインでも同様の法律を制定するように働きかけ、この件はコンドーム法として議会を通過した。また、ビダルはセックスフェアで、「大人のオモチャが国の経済を助ける」と熱弁している。

## 評価

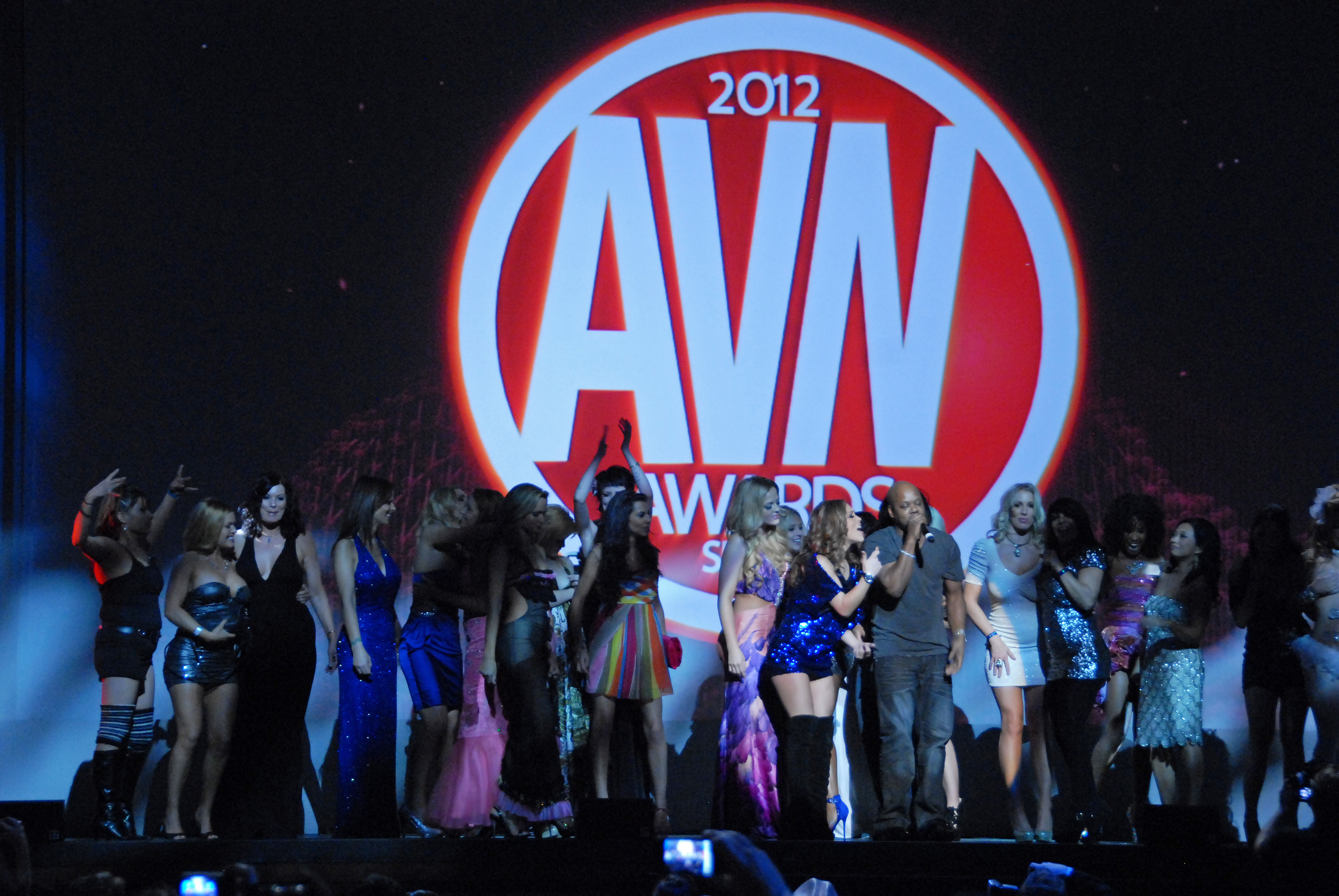
AVN殿堂に輝いた2012年のAVNアワードの授賞式

「ポルノ界のアカデミー賞」とも呼ばれるAVNアワードでは、外国リリース作品における最優秀セックスシーン賞、最優秀グループセックスシーン賞、最優秀2Pセックスシーン賞、最優秀3Pセックスシーン賞、最優秀アナルセックスシーン賞などの部門で受賞している。2012年にはAVNアワードを主催するアダルト・ビデオ・ニュースによってAVN殿堂の称号を贈られた。ヨーロッパ最古のポルノ映画祭であるバルセロナ国際エロティック映画祭では、2000年・2001年・2003年・2006年・2008年に最優秀男優賞を受賞しており、その他にも、最優秀セックスシーン賞、最優秀服装倒錯者映画賞、もっとも独創的なセックスシーン賞などを受賞している。カンヌ国際映画祭と同じくカンヌで開催されるホットドールでは、2009年にヨーロッパ最優秀男性パフォーマーに選ばれた。

## 出演作品

### 非ポルノ
- El Alquimista Impaciente（2002年）
- Va a ser que nadie es perfecto（2006年）
- 『最終爆笑計画』Spanish Movie（2009年）
- Impávido（2012年）

## 受賞
- 2013 XBIZ賞 – 最優秀シーン賞[20]
- 2012 XBIZ賞 – 年間最優秀外国人男優[21]
- 2012 トゥリア賞 - Huevo de Colón賞[要出典]
- 2012 AVNアワード - 最優秀アナルセックスシーン賞
- 2012 AVNアワード – 最優秀3Pセックスシーン賞（女/男/女）
- 2012 AVN殿堂 inductee[要出典]
- 2009 ホットドール（英語版） – ヨーロッパ最優秀男性パフォーマー[22][23]
- 2008 バルセロナ国際エロティック映画祭（英語版） – 最優秀男優賞・もっとも独創的なセックスシーン賞[24][25]
- 2006 バルセロナ国際エロティック映画祭（英語版） – 最優秀男優賞[26]
- 2004 バルセロナ国際エロティック映画祭（英語版） – 最優秀服装倒錯者映画賞[27][28]
- 2004 AVNアワード – 最優秀2Pセックスシーン賞[要出典]
- 2004 AVNアワード – 最優秀グループセックスシーン賞[要出典]
- 2003 バルセロナ国際エロティック映画祭 - 最優秀男優賞[29]
- 2002 バルセロナ国際エロティック映画祭（英語版） – 最優秀男優賞[30]
- 2001 AVNアワード – 外国リリース作品における最優秀セックスシーン賞 [要出典]
- 2001 XRCO賞 – 最優秀3Pシーン賞 [要出典]
- 2001 バルセロナ国際エロティック映画祭（英語版） – 最優秀男優賞[31]
- 2000 AVNアワード -外国リリース作品における最優秀セックスシーン賞[要出典]
- 2000 バルセロナ国際エロティック映画祭（英語版） – 最優秀セックスシーン賞[32]
- 2000 バルセロナ国際エロティック映画祭（英語版） – 最優秀男優賞[32]